# Heliotropium microstachyum
Heliotropium microstachyum là loài thực vật có hoa trong họ Mồ hôi. Loài này được Ruiz & Pav. mô tả khoa học đầu tiên năm 1799.